# 永曲乡
永曲乡（藏語：གཡུ་མཆོག་，威利转写：g.yu mchog），是中华人民共和国西藏自治区那曲市聂荣县下辖的一个乡镇级行政单位，实际管辖区位于青海省杂多县查旦乡西部，地处唐古拉山北麓，长江源水系当曲西南岸。乡政府驻地位于尼日阿错改西南部。

## 行政区划
永曲乡下辖以下地区：
康库村、夏聂村、索格村、纽雄村、康绰村、索普村、加日尼瓦村、夏杰村、帮来嘎布村、阿玛那促村和朵那村。